# Литвиненко, Алексей Николаевич
Алексе́й Никола́евич Литвине́нко (7 марта 1980, Усть-Каменогорск, Казахская ССР, СССР) — казахстанский хоккеист, защитник.
В 1999 году задрафтован командой НХЛ «Финикс Койотис» в 9 раунде под общим 262-м номером.
Воспитанник усть-каменогорского хоккея, тренер — Василий Васильченко.
Чемпион зимних Азиатских игр 1999 и 2011 гг.
В 2016 году Алексей принял решение завершить свою игровую карьеру.